# Protomacha
Protomacha é um gênero de traça pertencente à família Agonoxenidae.